# Nikola Tavelić

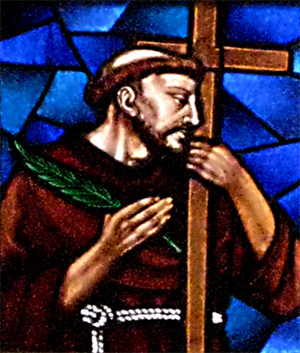
Nikola Tavelić (Darstellung in einem Kirchenfenster)

Nikola Tavelić (* um 1340 in Šibenik, heute Kroatien; † 14. November 1391 in Jerusalem) war ein Franziskaner. Tavelić ist ein Heiliger der römisch-katholischen Kirche.
Nikola Tavelić war Priester des Franziskanerordens und ein Missionar. Sein pastorales Wirken widmete er besonders der Missionierung und der Bekehrung zum Christentum.
Nikola Tavelić war der erste Kroate, der in der katholischen Kirche als Heiliger kanonisiert wurde.

## Leben
Nikola Tavelić stammt aus einer kroatischen Adelsfamilie, die in der Stadt Šibenik ansässig war. Er trat in Bribir in den Franziskanerorden ein. Es wird vermutet, dass er sein Studium der Theologie in Zadar und das Philosophiestudium in Split absolvierte. Er wurde im Jahre 1365 zum Priester geweiht.
Papst Gregor XI. bat im Jahre 1372 sechzig gut ausgebildete Franziskaner aus verschiedenen Provinzen, sich als Missionare in Bosnien der Bogumilen anzunehmen. Unter ihnen war auch Nikola Tavelić. Nach ungefähr zwölf Jahren erfolgreicher Missionierung wurden ca. 50.000 Menschen durch die Franziskaner bekehrt. Aufgrund dieser Missionierungserfolge entschieden sich seine Ordensoberen, ihn ins Heilige Land zu schicken. Im Heiligen Land angekommen wurde er dem Kloster des Hl. Erlösers auf dem Berg Zion zugeteilt. Dort erlernte er die arabische Sprache und bereitete sich auf seine Missionsarbeit vor.
Damals war für die gesamte Katholikenseelsorge im Heiligen Land die Custodia Terrae Sanctae der Franziskaner verantwortlich. Sie versuchten auch unter den dort herrschenden Moslems ihre Missionierungarbeit auszuführen. Daneben waren die Franziskaner fast der einzige Orden, der sich um die Kranken, Armen und Pilger kümmerte. Bei diesen Aufgabenbereichen war der hl. Nikola Tavelić pastoral eingebunden. Er empfand besonders die Verkündigung des christlichen Glaubens als seine Berufung.
Er war so sehr in seiner Berufung gefestigt, dass er am 11. November 1391 zum Qādī von Jerusalem ging, mit der Absicht, ihm vom Evangelium zu berichten und ihn zu bekehren. Zuvor bekundete sein Guardian Gerard Chalvet ihm und den franziskanischen Mitbrüdern Deodatus von Ruticinium, Petrus von Narbonne und Stephan von Cuneo, die ihn begleiteten, sein Einverständnis und erteilte ihnen seinen Segen.
Der Missionierungsversuch erzürnte jedoch den Qādī, seine Berater und die anwesenden Muslime. Tavelić wurde mit seinen franziskanischen Mitbrüdern zum Tode verurteilt. Sie wurden verprügelt und in den Kerker geworfen. Am 14. November 1391 erlitten seine drei Mitbrüder und er in Jerusalem den Märtyrertod. Sie wurden vor dem Jaffa-Tor in Jerusalem in Stücke gerissen und verbrannt.

## Verehrung

### Seligsprechung
Nikola Tavelić und seine Gefährten wurden 1889 durch Papst Leo XIII. seliggesprochen.

### Heiligsprechung
Der kroatische Kirchenhistoriker Bazilije Pandžić (O.F.M.), der von 1947 bis 1985 als Generalarchivar und Annalen-Schreiber des Franziskanerordens in Rom tätig war, veröffentlichte 1961 eine „Positio“ (lat. positiones) über Nikola Tavelić, das heißt eine historisch-kritische Edition der Quellen des Lebens und Werkes von Tavelić, der kanonisiert werden sollte. Neun Jahre später, am 21. Juni 1970, führte diese „Positio“ zur Heiligsprechung von Nikola Tavelić durch Papst Paul VI.

### Tavelić als Namensgeber
Im Jahre 1937 wurde auf dem Ölberg in Jerusalem eine Kirche zu Ehren Tavelić’ errichtet.

### Gedenktag
Der Gedenktag der vier Märtyrer, Tavelić und seine drei Gefährten, wird am 14. November begangen.